# Pścinek
Pścinek [ˈpɕt͡ɕinɛk] é uma vila no distrito administrativo de Gmina Bytoń, no condado de Radziejów, na voivodia da Kuyavian-Pomeranian, no centro-norte da Polônia. 

## Referencias
1. ↑  «Central Statistical Office (GUS) – TERYT (National Register of Territorial Land Apportionment Journal)» (em polaco)